# سلمان شریده
سلمان احمد شریدا (تاریخ تولد: ۱۹ مه ۱۹۶۸) یک مربی فوتبال و فوتبالیست سابق بحرینی است.
او در بازی های آسیایی ۱۹۷۴ نماینده بحرین بود. او مربی شد و مدتی سرمربی بحرین را برعهده گرفت. با قراردادی بین بحرین و پاکستان در زمینه همکاری نزدیکتر در فوتبال، او از اواخر سال ۲۰۰۵ سرمربیگری پاکستان را بر عهده گرفت و نخستین رقابت پیش رویش جام طلایی فدراسیون فوتبال جنوب آسیا در سال ۲۰۰۵ بود .
شریدا از تاکتیک های هجومی استفاده کرد و نخستین بازی خود را با پیروزی ۱-۰مقابل سریلانکا به پیروزی رساند. مسابقات با یک برد و یک تساوی به ترتیب مقابل افغانستان و مالدیو دنبال شد. در مرحله نیمه نهایی، پاکستان با نتیجه یک بر صفر مغلوب بنگلادش شد.
پس از دو هفته از شکست، شریدا دوباره با بنگلادش در دو بازی برای مقدماتی جام ملت های آسیا ۲۰۰۷ در مرحله مقدماتی بازی کند و در مجموع ۱-۰ شکست خورد.
او در آوریل ۲۰۱۸ یکی از سرمربیان پیشنهادی تیم ملی کامرون بود .